# Буданьяр
Буданьяр (баш. Буҙанъяр) — деревня в Гайниямакском сельсовете Альшеевского района Республики Башкортостан России.

## История
Название происходит от названия речки Буҙанъяр (Хисамитдинова Ф.Г., Сиразитдинов З.А. Русско-башкирский словарь-справочник названий населенных пунктов Республики Башкортостан. - Уфа: Китап, 2001.- 320 с. С. 21 ISBN 5-295-02981-6)

## Население
| 2002 | 2009 | 2010 |
| ---- | ---- | ---- |
| 50   | ↘44  | ↘40  |

Национальный состав
Согласно переписи 2002 года, преобладающая национальность — башкиры (76 %).

## Географическое положение
Расстояние до:
- районного центра (Раевский): 61 км,
- центра сельсовета (Гайниямак): 6 км,
- ближайшей железнодорожной станции (Аксеново): 26 км.